# Fladan, Lovisa
Fladan är en fjärd i Finland. Den ligger i landskapet Nyland, i den södra delen av landet, 60 km öster om huvudstaden Helsingfors.
Fladan ligger mellan Ängesholmen i norr och Rabbas i söder.